# David Stierncrona (1715–1784)
David Stierncrona, född 1715 i Klara församling i Stockholm, död 1784 på Värmdö i Uppland, var en svensk friherre och kammarherre.

## Biografi
David Stierncrona var son till friherre Gabriel Stierncrona (1669–1723) och hans hustru Antoinetta Maria Amya (1680–1721), bosatta på Åkeshovs slott i Bromma. Modern dog då han var sex år och fadern två år senare. Av hans sex syskon var det endast två systrar som uppnådde vuxen ålder, nämligen Elisabeth Stierncrona och Maria Sofia Stierncrona, gift grevinna Gyllenborg.
David Stierncrona var friherre till Åkeshovs slott åren 1723–1784. Efter faderns död 1723 blev sonen friherre till Åkeshovs slott. Han var den förste innehavaren av fideikommisset. År 1741 blev han kunglig kammarherre.
I Carl Forsstrands bok Linné i Stockholm från 1915 uppges att Stierncrona var en bland de elva deltagarna i Carl von Linnés privata kollegium år 1730.
Under 1740-talet moderniserades Åkeshovs slott. Stierncrona hade kontakt med hovet och det pågående slottsbygget i Stockholm. Han vände sig till Johan Pasch och hans unge medhjälpare Jonas Hoffman. Lars Salvius skrev 1741 om Åkeshov att Gabriel Stierncrona "ännu mer bättrat både huset och gården" och att sonen David lär vara "sinnad att göra dem långt härligare". David Stierncrona satte tydligen igång nydaningarna på slottet på 1740-talet och kanske var de färdiga, när han 1747 gifte sig med Agneta Wrede.
Vid 32 års ålder gifte sig Stierncrona med den 29-åriga Agneta Wrede af Elimä (1718–1800), dotter till politikern, friherre Fabian Wrede af Elimä (1694–1768) av friherrliga ätten Wrede af Elimä och friherrinnan Catharina Charlotta Sparre (1687–1759). I äktenskapet föddes flera barn, däribland sonen David Stierncrona den yngre (1754-1817), som var friherre, överste och hovmarskalk och dottern Brita Christina Stierncrona (1757-1825), som var ogift.
Agneta Wredes förmak kallas den svit på Åkeshovs slott i Bromma som skulle disponeras av Stierncronas hustru. Väggfälten är målade i en flödande rik rokokostil. Herdescener i pastorala landskap omramas av målade ramar, virade med rikt blommande girlanger. För att passa in i väggfälten har scenerna skickligt förändrats. De återgår till kopparstick av François Boucher och Nicolas Lancret.

## Stierncronas gravkor i Bromma kyrka

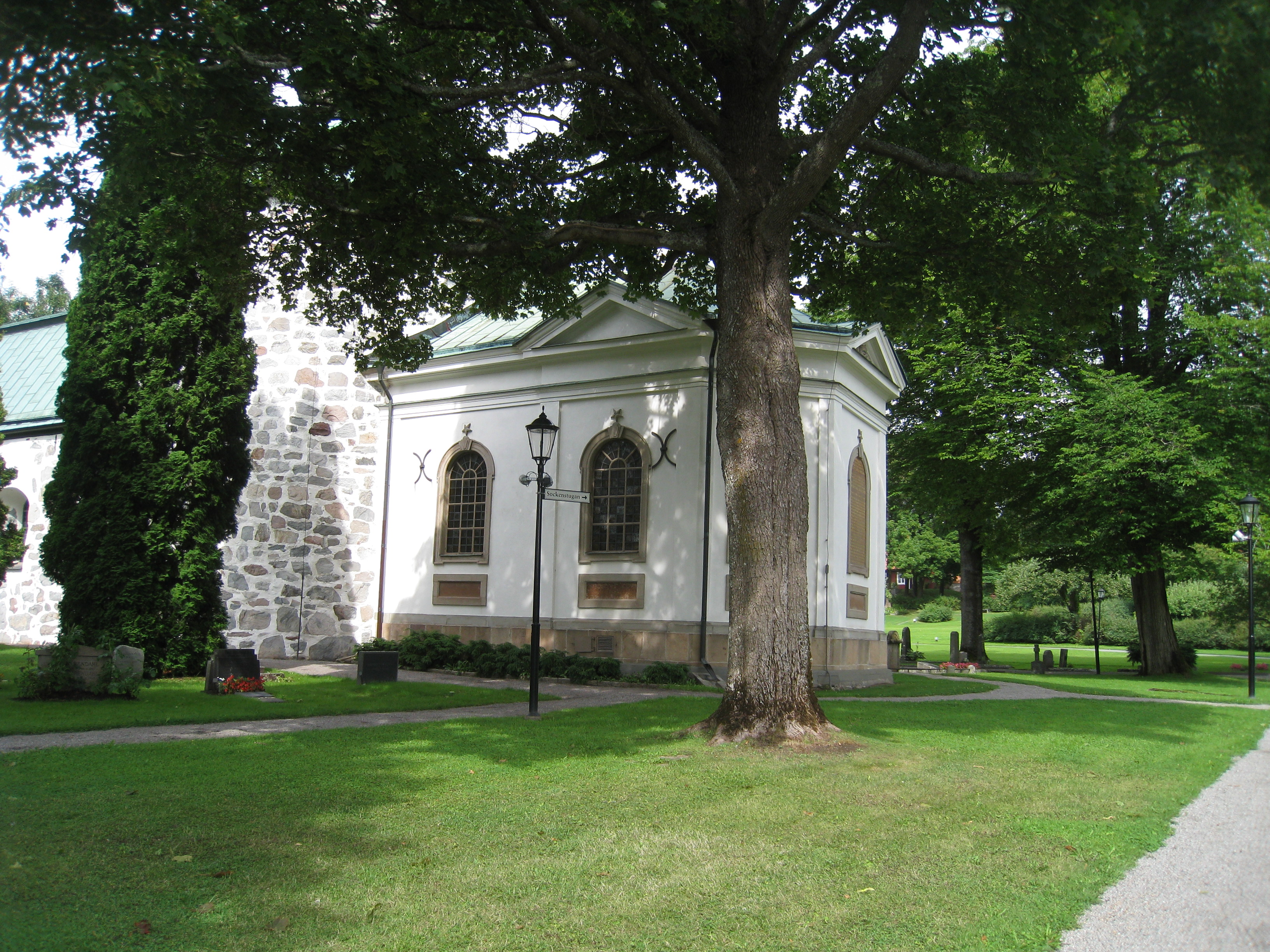
Stierncronas gravkor i Bromma kyrka.

Makarna David Stierncrona och Agneta Wrede af Elimä gravsattes i Bromma kyrka i Stockholm, där Gabriel Stierncrona 1728 lät uppföra ett gravkor åt familjen Stierncrona. När Stierncronas gravkor byggdes om till pannrum 1906 flyttades alla kistor ut till kyrkogården.